# Panaschieren

Beispiel Panaschieren: Stimmen auf verschiedene Parteien verteilen

Unter Panaschieren (frz. panacher „farbig machen, mischen“) versteht man bei einer Wahl mit Personen-Mehrstimmenwahlsystem das Verteilen mehrerer verfügbarer Stimmen durch den Wähler auf einzelne Kandidaten unterschiedlicher Wahllisten. 
Die absolute Zahl der für einzelne Kandidaten abgegebenen Stimmen beeinflusst dabei nur die Sitzverteilung innerhalb seiner Liste (Partei), über die Anzahl der Sitze für eine Liste entscheidet die Gesamtzahl der Stimmen für alle ihre Bewerber (Ausnahme: „Unechte Teilortswahl“ bei den Kommunalwahlen Baden-Württemberg). 
Die Möglichkeit zum Panaschieren besteht in der Schweiz bei den Parlamentswahlen der verschiedenen Ebenen.
In Deutschland ist es bei Kommunalwahlen in den Bundesländern Baden-Württemberg, Bayern, Brandenburg, Hessen, Mecklenburg-Vorpommern, Niedersachsen, Rheinland-Pfalz, Sachsen, Sachsen-Anhalt, Schleswig-Holstein und Thüringen vorgesehen. In der Freien Hansestadt Bremen und in Hamburg kann bei Kommunalwahlen und der Landtagswahl panaschiert werden.
Das Abgeben von mehreren Stimmen an einen Kandidaten nennt man dagegen Kumulieren oder Häufeln.